# Berchtold-kastély (Fülek)
A Berchtold-kastély Fülek nevezetessége. Késő barokk stílusban épült a 18. század végén.

## Története
A kastélyépület a 18. század végén épült mint a Berchtold család székhelye, akik Tirolból települtek Fülekre. Napjainkban a gimnáziumnak ad helyet. A kastély később a Stephany és a Herold családok tulajdonába került. 1945 után a járási hivatal épülete lett, és építészeti iskolaként is működött.
A Berchtold-Herold-Stephani kastélyt a Hősök tere és a városi park veszi körül, amelyek úgyszintén Fülek nevezetességei közé tartoznak. A park helyén eredetileg törökkertek voltak, amelyeket a kastély későbbi lakói angolparkká változtattak. A több mint 8 hektáron elterülő parkban értékes külhoni fák is találhatók. Valamikor szabadon éltek itt a szarvasok és őzek, a tavon pedig hattyúk úszkáltak.
Ma a füleki kisállatkert várja itt a látogatókat. A Hősök tere valaha szintén a park része volt. Jelenleg az első és második világháborús emlékművek szomszédságában egy újabb emlékoszlop is megtekinthető itt, amely az 1848/1849-es szabadságharcban részt vevő 44 füleki honvédnek állít emléket.
A gyakori átépítések miatt a kastély eredeti barokk jellegét részben elveszítette. A földszinten látható az eredeti barokk boltozat és fából faragott díszítés. A kastélyhoz tartozó parkot valamikor kerítéssel övezték, melyben szabadon éltek a szarvasok és őzek. A tavacska vizében hattyúk úszkáltak. A park 8,2 ha-on terül el, és 16 értékes, rendkívül különleges, idegen országokból származó fásszárú növények találhatók itt, és egy kisállatkert várja benne a látogatókat